# Xantina
Una xantina és una substància que pertany al grup químic de bases puríniques. Inclouen substàncies del metabolisme de nucleòtids tan importants com la guanina, l'adenina, la hipoxantina i l'àcid úric, que ocorren en l'extret de te, a la pixa, la sang i els teixits hepàtics.
La paraula xantina deriva de la paraula grega ξανθός, xanthos que vol dir ‘groc, ros’, en virtut dels residus grocs produïts per aquests compostos quan s'escalfen fins a la dessecació amb àcid nítric.

## Tipus de xantines
Des del punt de vista mèdic i farmacològic hi ha tres xantines importants: la cafeïna, la teobromina i la teofil·lina, totes tres xantines metilades, per la qual cosa també són conegudes com a metilxantines. Són considerades alcaloide, ja que són substàncies fisiològicament actives, contenen nitrogen i es troben en plantes; no obstant això, arriben a diferir de les bases alcaloides en què són lleugerament solubles en aigua. La importància concedida es reflecteix en el seu nom: teobromina, «menjar divií”"; teofilina, «fulla de déus» i cafeïna que ve de la paraula àrab per a designar el vi.

## Efectes farmacològics de les xantines
Les xantines tenen efectes semblants en diversos sistemes orgànics; difereixen entre si principalment en les seves potències relatives.
- Acció estimulant del SNC.
- Acció relaxant de la musculatura llisa.
- Produeixen vasoconstricció de la circulació cerebral.
- Estimula la contractibilitat cardiaca.
- Acció diurètica.
- Estimulació de la resposta contràctil del múscul esquelètic.
- Síndrome d'abstinència.